# La Chute de Paris
Production
Diffusion
Chronologie
Apollo Has Fallen
La Chute de Paris (Paris Has Fallen) est une série télévisée internationale en 8 épisodes réalisée par Oded Ruskin et Hans Herbots, d'après un scénario de Howard Overman.
Ce thriller politique est une coproduction de Studiocanal, de la société britannique Urban Myth Films et des deux sociétés à l'origine de la franchise cinématographique : la société américaine Millennium Media et la société britannique G-Base, la société de Gerard Butler,,.
Elle prend place dans l'univers de la série de films La Chute (Has Fallen), après La Chute de la Maison-Blanche (2013), La Chute de Londres (2016) et La Chute du Président (2019), et est suivie de la série Apollo Has Fallen,,

## Synopsis
L'agent de protection Vincent Taleb et l'agent du MI6 Zara Taylor parviennent à mettre fin à une attaque terroriste visant le ministre de la Défense français Philippe Bardin lors d'une réception à l'ambassade britannique à Paris. Mais le cerveau de cette attaque, Jacob Pearce, ancien capitaine de la Légion étrangère, loin d'être mis en échec, lance toute une série d'attentats visant les plus hautes sphère de l'État et de l'industrie de la République. La police française et la Sécurité Intérieure recrutent alors Vincent et Zara pour arrêter Pierce, mais ce dernier conserve en permanence une longueur d'avance sur eux et met Paris en état de siège.

## Distribution
- Tewfik Jallab (VF : lui-même) : Vincent Taleb, officier de protection du ministre Bardin
- Ritu Arya (VF : Sandra Valentin) : Zara Taylor, agent du MI6
- Sean Harris (VF : Thierry Ragueneau) : Jacob Pearce, ancien capitaine de la Légion étrangère
- Ana Ularu (VF : elle-même) : Freja Karlsson, directrice d'une société militaire privée
- Camille Rutherford (VF : elle-même) : Théa, petite amie de Zara
- Jérémie Covillault (VF : lui-même) : Matis Garnier, responsable antiterroriste à la DGSI
- Emmanuelle Bercot :  Juliette Levesque, présidente de la République française
- Nathan Willcocks (VF : lui-même) : Philippe Bardin, ministre français de la Défense
- Laurent Lucas (VF : lui-même) : Pascal Moulin, magnat de l'industrie d'armement française
- Nagisa Morimoto : Simone
- Karl Collins : Rowan Alexander, chef de station MI6 à l'ambassade
- Nathalie Richard (VF : elle-même) : Béatrice Paquin, ancien cadre de la DGSE
- Tyler Fayose : Matthew
- Fantine Harduin : Chloé Bardin, fille du ministre Philippe Bardin
- Mehdi Meskar : Sami Bensaïd

## Production

### Genèse et développement
La série est créée et écrite par Howard Overman, et réalisée par Oded Ruskin,,,.
Elle est destinée à être diffusée par Canal+ en France, par la chaîne de télévision publique ZDF en Allemagne, Canal+ International en Pologne et en Afrique, et par M7 en Roumanie, en Hongrie, en République tchèque et en Slovaquie.
La production est assurée par Johnny Capps, Julian Murphy et Howard Overman pour Urban Myth, qui appartient à Studiocanal, Gerard Butler et Alan Siegel pour G-Base, et Avi Lerner, Jeffrey Greenstein, Jonathan Yunger et Heidi Jo Markel pour Millennium Media.

### Attribution des rôles
Le 12 mai 2023, Deadline Hollywood annonce la série et révèle que Mathieu Kassovitz y jouera le rôle de Vincent, un officier de protection d'un ministre français qui est la cible d'un groupe terroriste dirigé par un certain Jacob.
Le 6 octobre 2023, Allociné annonce que Mathieu Kassovitz ne tiendra finalement pas le rôle principal et que celui-ci est désormais dévolu à Tewfik Jallab, un changement de casting qui, selon Allociné, serait antérieur au grave accident de moto dont Mathieu Kassovitz a été victime le 3 septembre,.

### Tournage
Le tournage de la série a lieu à partir du 30 mai 2023 à Paris et à Londres,. Dans l'épisode 8, des scènes sont tournées au château de Compiègne, dans le département français de l'Oise en région Hauts-de-France.

### Fiche technique
Sauf indication contraire, les informations mentionnées dans cette section peuvent être confirmées par les bases de données cinématographiques IMDb et Allociné,  présentes dans la section « Liens externes ».
- Titre original : Paris Has Fallen
- Titre français : La Chute de Paris
- Réalisation : Oded Ruskin (épisodes 1 à 4) et Hans Herbots (épisodes 5 à 8)[10],[11],[12],[13],[14]
- Scénario : Howard Overman[1],[2],[3],[7]
- Musique : Ian Arber et Dave Rowntree
- Production : Johnny Capps, Julian Murphy, Howard Overman (Urban Myth), Gerard Butler, Alan Siegel (G-Base), Avi Lerner, Jeffrey Greenstein, Jonathan Yunger et Heidi Jo Markel (Millennium Media)[1]
- Sociétés de production : Studiocanal, Urban Myth Films, Millennium Media et G-Base[1]
- Société de distribution : Canal+ (France)
- Pays de production :  États-Unis,  France,  Royaume-Uni[1],[2]
- Format : couleur
- Nombre de saisons : 1
- Nombre d'épisodes : 8
- Genres : action, thriller politique
- Date de première diffusion :
  - France : 23 septembre 2024 sur Canal+[15],[16]